# Amar é Minha Profissão
Amar é Minha Profissão (título em francês: En cas de malheur) é um filme policial francês de 1958 dirigido por Claude Autant-Lara, estrelado por Jean Gabin, Brigitte Bardot e Edwige Feuillère. Foi lançado como Love Is My Profession nos Estados Unidos e Canadá. Conta a história de um advogado casado que arma um julgamento para absolver uma jovem criminosa pela qual se tornou obcecado, a ponto de imaginar que eles poderiam ter uma vida juntos e formar uma família.
O roteiro foi escrito por Jean Aurenche e Pierre Bost após o romance In Case of Emergency de Georges Simenon. O filme foi lançado na França em 17 de setembro de 1958.

## Enredo
Uma pequena criminosa de 22 anos, a atraente Yvette, é pega depois de roubar uma relojoaria com uma pistola de brinquedo. Para defendê-la, ela pede André Gobillot, um importante membro da Ordem dos Advogados de Paris. Dizendo a ele que não tem dinheiro para pagá-lo, ela levanta a saia para mostrar a ele seus "bens". Aceitando o acordo, ele arranja uma falsa testemunha e, após absolvê-la, instala-a em um pequeno hotel.
Sua esposa sem filhos, Viviane, percebe o que está acontecendo, mas espera que o improvável caso não dure. Não sabendo nada sobre a garota, Gobillot primeiro tem que afastá-la da bebida e das drogas. Ele também não sabe que ela ainda está entretendo seu atual amante, um pobre estudante de medicina chamado Mazetti. À medida que a obsessão de Gobillot cresce, sua esposa fica mais alarmada e um inquérito é aberto sobre ele ter subornado a testemunha que mentiu.
Quando Yvette lhe conta que está grávida, ele fica radiante e marca férias para os dois. Antes de partirem, Yvette não resiste a uma última visita ao sórdido quarto de Mazetti onde, enfurecido de ciúmes, ele a degola. Não é informado se a esposa de Gobillot o aceitará de volta ou se ele ainda poderá exercer a advocacia.

## Elenco
- Jean Gabin como Maître André Gobillot
- Brigitte Bardot como Yvette Maudet
- Edwige Feuillère como Viviane Gobillot
- Nicole Berger como Janine
- Madeleine Barbulée como Bordenave
- Gabrielle Fontan como Madame Langlois
- Jacques Clancy como Duret, a assistente de Gobillot
- Annick Allières como Noémie, amiga de Yvette
- Suzanne Gray como a florista
- Edith Cérou como ele mesmo (como Edith Cerou)
- Hubert de Lapparent como o advogado da relojoaria
- Georges Seey como Le bijoutier (como Georges Scey)
- Julien Bertheau como L'inspecteur
- Jacques Marin como recepcionista do Hotel Trianon
- Claude Magnier como Gastão
- Claire Nobis como ele mesmo
- Franco Interlenghi como Mazetti

## Recepção
"Obviamente, algo está faltando no filme francês que foi feito a partir do romance estranhamente excêntrico de Georges Simenon", escreveu Bosley Crowther, crítico do The New York Times. Ele continuou: "Há elementos para quebrar o drama aqui. No entanto, estranhamente, ele não se desenvolve. Tudo se move no ritmo da não conformidade convencional com as regras sociais óbvias."
Crowther chamou Autant-Lara de "um dos melhores diretores da França", mas escreveu que o desempenho de Bardot "fica muito aquém" e que "Jean Gabin também erra".
François Truffaut chamou-o de um dos melhores filmes de Autant-Lara e comparou-o às peças de Jean Anouilh.

## Bilheteria
O filme foi o décimo terceiro mais popular de 1958, registrando admissões de 3.152.082 na França.